# Haya Schulmann

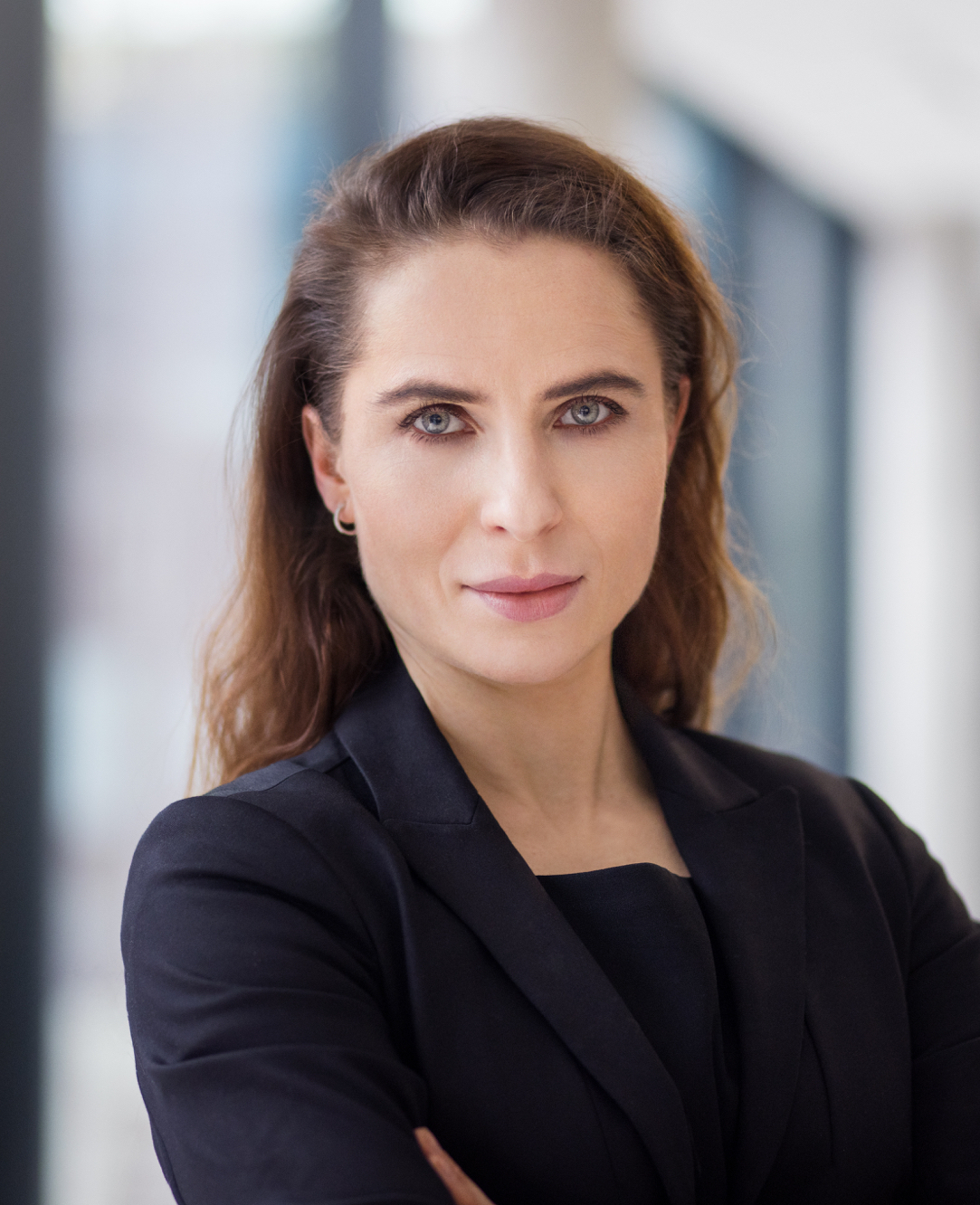
Haya Schulmann (2021)

Haya Schulmann (hebräisch חיה שולמן; früher: Shulman) ist eine deutsch-israelische Expertin für Netzwerk- und Computersicherheit. Sie ist Professorin am Lehrstuhl für Informatik der Johann Wolfgang Goethe-Universität Frankfurt am Main und hält eine LOEWE-Spitzen-Professur. Haya Schulmann ist Leiterin des Forschungsgebietes Analytics Based Cybersecurity am Nationalen Forschungszentrum für angewandte Cybersicherheit ATHENE sowie Repräsentantin der Goethe-Universität bei ATHENE. Darüber hinaus ist sie wissenschaftliche Leiterin der Fraunhofer-Innovationsplattform für Cybersicherheit und Gastprofessorin an der Hebräischen Universität Jerusalem in Israel. Sie ist auch Initiatorin und Leiterin des Deutsch-Israelischen Partnership Accelerator Programms „GIPA“ in Darmstadt und Jerusalem.

## Ausbildung
Haya Schulmann studierte ab 2002 Informatik an der Bar-Ilan-Universität in Israel und schloss 2009 mit einem Master ab. Im Jahr 2014 wurde sie mit einer Doktorarbeit über Towards a Secure Domain Name System promoviert.

## Karriere
In den Jahren 2004 bis 2008, parallel zum Studium, arbeitete Schulmann im Bereich Forschung und Entwicklung zum Thema Softwareschutz. 2010 absolvierte sie ein Forschungspraktikum in den Vereinigten Staaten beim Internetdienstleister Verisign in Reston, Virginia. Von 2011 bis 2013, parallel zum Promotionsstudium, war sie als Projektleiterin für Cybersicherheit in der Netzwerksicherheitsgruppe in Bar Ilan tätig. Im Jahr 2014 begann sie als Postdoktorandin mit ihrer Arbeit an der TU Darmstadt im Fachbereich Informatik als Claude-Shannon-Fellow zum Thema Netzwerk- und Systemsicherheit.
2015 wechselte sie zum Fraunhofer SIT und etablierte dort die Abteilung Cybersecurity Analytics and Defences (CAD), die sie bis Anfang 2024 leitete. Ebenfalls im Jahr 2015 etablierte sie GIPA, den deutsch-israelischen Cybersecurity Accelerator, den sie seitdem geschäftsführend leitet. Darüber hinaus ist sie wissenschaftliche Co-Leiterin der Fraunhofer Innovation Plattform für Cybersicherheit an der Hebräischen Universität Jerusalem. Dort trägt sie die Verantwortung für den Aufbau des Projektzentrums, die Pflege der Beziehungen des Zentrums zu den beiden verbundenen Partnern BSI (Bundesamt für Sicherheit in der Informationstechnik) und INCB (Israeli National Cyber Bureau) sowie die Definition und Leitung gemeinsamer Projekte.
Weiterhin ist Schulmann seit 2015 Principal Investigator (PI) der DFG für das gemeinschaftliche Forschungszentrum Crossing, das DFG-Graduiertenkolleg Privacy and Trust und das BMBF-Forschungszentrum EC SPRIDE sowie PI und Missionsleiterin des Nationalen Forschungszentrums für angewandte Cybersicherheit Athene. Für die Entwicklung der Sicherheitslösung Cache Test im Rahmen ihrer Tätigkeit für Forschungszentrum Athene wurde Schulmann im Jahr 2021 mit dem höchstdotierten deutschen Preis für IT-Sicherheit ausgezeichnet, dem Deutschen IT-Sicherheitspreis der Horst-Görtz-Stiftung.
Seit 2016 ist sie darüber hinaus Gastprofessorin an der Hebräischen Universität Jerusalem, seit 2022 auch Gastprofessorin an der Universität von Tel Aviv.
2016 gründete sie das Unternehmen CyberBurg GmbH in Seeheim-Jugenheim, das sie als Geschäftsführerin leitet. Die Firma bietet Beratungsleistungen im Bereich der Cybersicherheit auf der Grundlage aktueller Forschungsergebnisse an. Im Jahr 2019 übernahm sie die Leitung der Public Key Infrastructure (PKI) der Fraunhofer-Gesellschaft.
Seit Februar 2022 ist Haya Schulmann Professorin am Lehrstuhl für Informatik der Johann Wolfgang Goethe-Universität Frankfurt am Main. Sie hält auch eine LOEWE-Spitzenprofessur. Das Forschungsförderprogramm LOEWE des Landes Hessen stellt für die Ausstattung der Professur rund 2,18 Millionen Euro über einen Zeitraum von fünf Jahren bereit.

## Ehrenamtliche Tätigkeit
- Seit 2015 Mitglied des Auswahlausschusses für den Feder Foundation Award für Forschung in der Kommunikationstechnologie, Tel Aviv, Israel
- Seit 2016 IEEE Cybersecurity Ambassador[14]
- Seit 2019 Mitglied des internationalen wissenschaftlichen Beirats des Flämischen Cybersecurity-Programms, Löwen, Belgien
- Seit 2019 Mitglied des ATHENE-Boards[15]
- 2020 Gründung und Leitung des Fraunhofer CyberStar Award for Excellent Research Students[16]

### Gremien
- 2019–2020 Vorsitz im NDSS-Studierendenausschuss für Reisestipendien
- 2020 Co-Vorsitz mit Radia Perlman im Programm SIGCOMM (Special Interest Group on Data Communications) der Association for Computing Machinery im Workshop Angriffe zur Verkehrsbeeinflussung und deren Abwehr[14]
- 2020 Co-Programmvorsitz für die Konferenz CANS2020 – The 19th International Conference on Cryptology and Network Security[17]
- Ab 2021 Co-Vorsitz im Programm ESORICS 2021 (The European Symposium on Research in Computer Security)
- Mitglied in Programmkomitees von Sicherheitskonferenzen (z. B. USENIX Security)[18]

## Forschungsschwerpunkte
Haya Schulmann ist bekannt für ihren Beitrag zur Netzwerksicherheit, insbesondere für die Erforschung von Schwachstellen in verschiedenen Protokollen, die zum Hijacking von Datenverkehr im Internet ausgenutzt werden können. Sie zeigte Angriffe gegen das DNS und demonstrierte, wie diese gegen mehrere Systeme, einschließlich der PKI, eingesetzt werden können. Ihre weitere Forschung zeigte, wie ein Angreifer die zwischen den DNS-Servern ausgetauschte Kommunikation trotz Verschlüsselung lesen kann, und demonstrierte, dass dies für die meisten der vorgeschlagenen Secure-Channel-Protokolle gilt. Sie entwickelte Werkzeuge, um Schwachstellen aus der Ferne zu erkennen, sowie Gegenmaßnahmen, um die Angriffe zu verhindern.

## Auszeichnungen
- 2008 Präsidiales Graduiertenstipendium für hervorragende Doktoranden der Bar-Ilan-Universität in Israel
- 2011 CPIIS Award, Check Point Institute for Information Security[22]
- 2012 Best Paper Award der International Conference on Availability, Reliability and Security (ARES)
- 2013 ICANN Research Fellow[23]
- 2013 Feder Foundation Award für Forschung in der Kommunikationstechnologie[23]
- 2014 ICANN Research Fellow[23]
- 2014 IETF/IRTF Applied Networking Research Prize für eine Forschungsarbeit über Schwachstellen in Verschlüsselungsvorschlägen für DNS.[24]
- 2014 Bar-Ilan University Rector Award für bedeutende Leistungen in der Forschung[23]
- 2014 CPIIS Award, Check Point Institute for Information Security[23]
- 2015 Fraunhofer-Gesellschaft TALENTA Excellence Award für Frauen in der Forschung
- 2015 Microsoft Azure Research Award
- 2015 IETF/IRTF Applied Networking Research Award[25]
- 2017 Präsentation vor der deutschen Bundeskanzlerin Angela Merkel von Schwachstellen in deutschen Netzwerken, durch die E-Mails abgefangen werden können[26]
- 2017 Microsoft Azure Research Award
- 2018 Cisco Research Center Award
- 2018 Nominierung für Best Paper Award beim CCS 2018 der Forschungsarbeit „Off-Path Attacks Against PKI“, an der sie mitgeschrieben hat. Daraufhin Einladung zur Vorstellung bei Black Hat Europe
- 2021 8. Deutscher IT-Sicherheitspreis der Horst Görtz Stiftung für Cache Test[13]

## Veröffentlichungen

### Beiträge in Anthologien
- Haya Shulman. Implications of Vulnerable Internet Infrastructure. In: Claudia Linnhoff-Popien, Ralf Schneider, Michael Zaddach (Hrsg.): Digital Marketplaces Unleashed, Springer Gabler, Berlin 2017, S. 921 ff.
- Haya Shulman, Michael Waidner: One Key to Sign Them All Considered Vulnerable: Evaluation of DNSSEC in the Internet. In: Aditya Akella, Jon Howell (Hrsg.): 14th USENIX Symposium on Networked Systems Design and Implementation, NSDI 2017, Boston, MA, USA, March 27–29, 2017. USENIX Association 2017, ISBN 978-1-931971-37-9, S. 131–144. (E-Print)
- Markus Brandt, Tianxiang Dai, Amit Klein, Haya Shulman, Michael Waidner: Domain Validation++ For MitM-Resilient PKI. In: David Lie, Mohammad Mannan, Michael Backes, XiaoFeng Wang: Proceedings of the 2018 ACM SIGSAC Conference on Computer and Communications Security, CCS 2018, Toronto, ON, Canada, October 15-19, 2018. ACM 2018, ISBN 978-1-4503-5693-0, S. 2060–2076. (E-Print).
- Matthias Gohring, Haya Shulman, Michael Waidner: Path MTU Discovery Considered Harmful. In: 38th IEEE International Conference on Distributed Computing Systems, ICDCS 2018, Vienna, Austria, July 2-6, 2018. IEEE Computer Society 2018, ISBN 978-1-5386-6871-9, S. 866–874. (E-Print)
- Anders Dalskov, Claudio Orlandi, Marcel Keller, Kris Shrishak, Haya Shulman: Securing DNSSEC Keys via Threshold ECDSA From Generic MPC. In: Javier Lopez, Jianying Zhou, Miguel Soriano (Hrsg.): Computer Security: 23rd European Symposium on Research in Computer Security, ESORICS 2018, Barcelona, Spain, September 3-7, 2018, Proceedings, Part I. Springer, Cham 2020, ISBN 978-3-319-99072-9, S. 654–673. (E-print).
- Tomas Hlavacek, Italo Cunha, Yossi Gilad, Amir Herzberg, Ethan Katz-Bassett, Michael Schapira, Haya Shulman: DISCO: Sidestepping RPKI’s Deployment Barriers. In: 27th Annual Network and Distributed System Security Symposium, NDSS 2020, San Diego, California, USA, February 23-26, 2020. The Internet Society, 2020, ISBN 1-891562-61-4. (E-Print).
- Markus Brandt, Haya Shulman, Michael Waidner: Internet As a Source of Randomness. In: F. Kiefer, D. Loebenberger (Hrsg.): Crypto Day Matters 30. Bonn, Gesellschaft für Informatik e.V. / FG KRYPTO. (E-Print)

### Beiträge in Zeitschriften (Auswahl)
- Yuval Elovici, Michael Fire, Amir Herzberg, Haya Shulman: Ethical Considerations when Employing Fake Identities in OSN for Research. In: Journal of Science and Engineering Ethics (JSEE). 2014.
- Yossi Gilad, Amir Herzberg, Haya Shulman: Off-Path Hacking: The Illusion of Challenge-Response Authentication. In: IEEE Security & Privacy. 2014.
- Haya Shulman, Michael Waidner: DNSSEC for Cyber Forensics. In: EURASIP Journal on Information Security. Band 2014, Nr. 1, 2014, S. 1–14.
- Amir Herzberg, Haya Shulman: Cipher-Suite Negotiation for DNSSEC: Hop-by-hop or end-to-end? In: Internet Computing, IEEE. Band 19, Nr. 1, 2015, S. 80–84.
- Thomas Hlavacek, Amir Herzberg, Haya Shulman, Michael Waidner: Practical Experience: Methodologies for Measuring Route Origin Validation. In: 2018 48th Annual IEEE/IFIP International Conference on Dependable Systems and Networks (DSN). Luxemburg, 2018, S. 634–641, DOI:10.1109/DSN.2018.00070.
- Philipp Jeitner und Haya Shulman: Injection Attacks Reloaded: Tunnelling Malicious Payloads over DNS. In: 30th USENIX Security Symposium (USENIX sec), Virtuelle Konferenz, 2021[27]
- Krish Shrishak und Haya Shulman: Privacy Preserving and Resilient RPKI. In:  IEEE International Conference on Computer Communications (INFOCOM), Virtual Conference, 2021.
- Anders Dalskov, Marcel Keller, Claudio Orlandi, Kris Shrishak and Haya Shulman: Securing DNSSEC Keys via Threshold ECDSA from Generic MPC. In: European Symposium on Research in Computer Security (ESORICS), Vereinigtes Königreich, Guilford, September 2021.
- Tomas Hlavacek, Italo Cunha, Yossi Gilad, Amir Herzberg, Ethan Katz-Bassett, Michael Schapira, Haya Shulman: DISCO: Sidestepping RPKI's Deployment Barriers. In: Network and Distributed Systems Security (NDSS), San Diego, CA, USA, Februar 2020[28]
- Markus Brandt, Michael Waidner und Haya Shulman: Internet As A Source Of Randomness. In: 17th Workshop on Hot Topics in Networks (HotNets 2018), Redmond WA, USA, November 2018
- Markus Brandt, Tianxiang Dai, Amit Klein, Haya Shulman und Michael Waidner: Domain Validation ++ for MitM-Resilient PKI. In: ACM SIGSAG Conference on Computer and Communications Security (ACM CCS), Toronto, Canada, October 2018
- Tomas Hlavacek, Amir Herzberg, Haya Shulman und Michael Waidner: IEEE/IFIP International Conference on Dependable Systems and Networks (IEEE DSN), Luxembourg, June 2018
- Haya Shulman and Michael Waidner: One Key to Sign Them All Considered Vulnerable: Evaluation of DNSSEC in Signed Domains. In: The 14th USENIX Symposium on Networked SystemsDesign and Implementation (NSDI), Boston, MA, USA, March 2017.[29]